# Spoorlijn Saarbrücken-Malstatt - Saarbrücken von der Heydt
De spoorlijn Saarbrücken-Malstatt - Saarbrücken von der Heydt was een Duitse spoorlijn in Saarland en was als spoorlijn 3221 onder beheer van DB Netze. 

## Geschiedenis
Het traject werd door de Saarbrücker Eisenbahn geopend op 15 november 1852 als spooraansluiting voor de groeve Von der Heydt. Voor personenvervoer is de lijn altijd van gering belang geweest en in 1959 werd het opgeheven tussen Saarbrücken Ausbesserungswerk en Saarbrücken von der Heydt. In 1986 werd het personenverkeer volledig stilgelegd. In 1999 is de lijn gesloten en vervolgens opgebroken.

## Aansluitingen
In de volgende plaatsen is of was er een aansluiting op de volgende spoorlijnen:
Saarbrücken-Malstatt
DB 3235, spoorlijn tussen Saarbrücken-Burbach Untere Hütte en Saarbrücken Rangierbahnhof
DB 3239, spoorlijn tussen de aansluiting Saardamm en Saarbrücken-Malstatt
Saarbrücken-Burbach
DB 3220, spoorlijn tussen Saarbrücken-Burbach en de aansluiting Saardamm
DB 3224, spoorlijn tussen Saarbrücken-Burbach en Saarbrücken Kohlenbahnhof
DB 3230, spoorlijn tussen Saarbrücken en Karthaus
DB 3260, spoorlijn tussen Saarbrücken Rangierbahnhof en Saarbrücken-Burbach
Saarbrücken von der Heydt
DB 3222, spoorlijn tussen Saarbrücken von der Heydt en Ausbesserungswerk Saarbrücken-Burbach

## Galerij

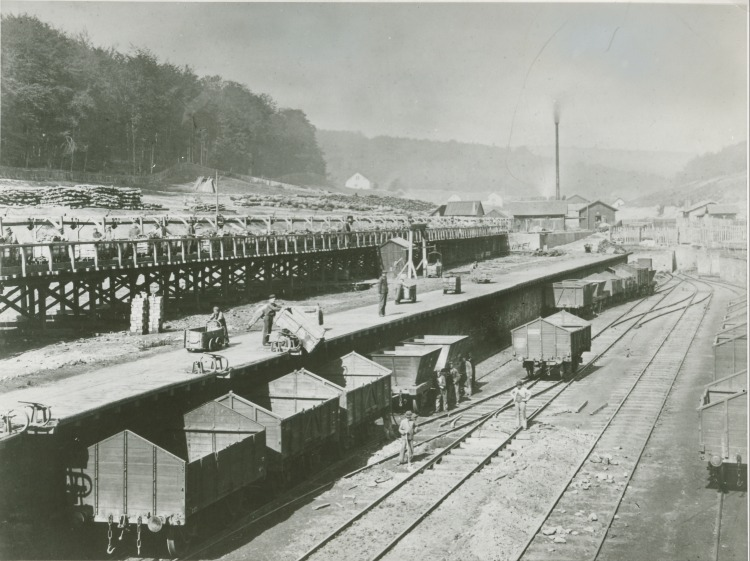
Station Vonder Heydt in 1865
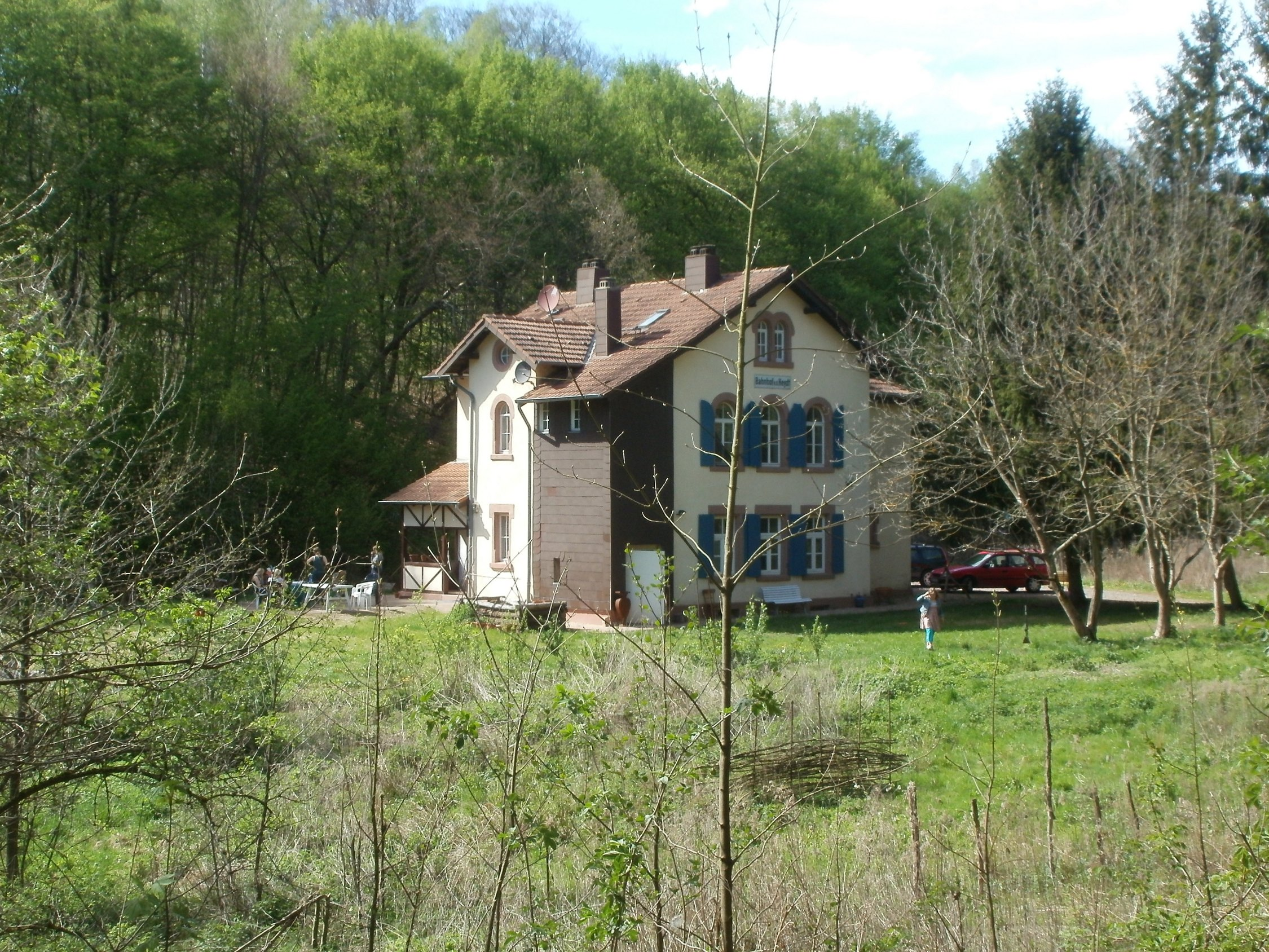
Station Vonder Heydt in 2012